# ФК Ђаково
НК Ђаково је фудбалски клуб из града Ђакова у Хрватској.

## Историја
Фудбал у граду Ђакову се организовано почео играти још давне 1908. године у оквиру секције Хрватског сокола. Током идућих година, све до завршетка Другог светског рата, у Ђакову је било укупно петнаестак фудбалских клубова у разним временским раздобљима.
По завршетку Другог светског рата, 1945. године оснива се Фискултурно друштво Слобода, које касније мења име у СД Слобода и које наставља фудбалску традицију у Ђакову. Неколико година касније, тачније 1950. године оснива се СД Младост, које 1954. године мења име у ЂШК - Ђаковачки Шпортски клуб.
Како током свога деловања оба клуба нису остварила значајније резултате, покренута је иницијатива за спајањем Слободе и ЂШК-а у један, јачи и организованији фудбалски клуб који ће достојно представљати Ђаково. На почетку је договорено да се слабије пласирани клуб расформира, а потом да чланови истога колективно приступе другом клубу.
Дана 9. фебруара 1962. године ЂШК на редовној годишњој скупштини доноси закључак о укидању друштва и припајању Слободи, док потом дана 11. фебруара 1962. године, на својој годишњој скупштини, СД Слобода мења име у НК Јединство Ђаково.
 
Наведени датум узима се као службени датум оснивања клуба.
НК Јединство под истим именом делује све до 1989. године, када се накратко имену клуба додаје спонзорско име НК Јединство - РАД, да би се потом 1992. године име клуба променило у НК Ђаково. У противничкој сезони 1992./93. клуб наступа под спонзорским именом НК Ђаково - Енерга, а у идуће двие сезоне такође под спонзорским именом НК Ђаково - Сертика.